# 888sport
|  | Sammenskrivningsforslag Artiklen 888sport er foreslået føjet ind i 888 holdings. (Siden marts 2016) Diskutér forslaget |

888sport er en online spillevirksomhed med base i Gibraltar. Selskabet er grundlagt i 2008 og er et datterselskab af 888 Holdings plc. Selskabet formidler online sportsvæddemål hovedsageligt på det europæiske marked.

## Overblik
888sport tilbyder spil på sportsarrangementer som fodbold, håndbold, basketball, tennis, ishockey og andre sportsgrene. Spillerne har mulighed for at spille både singler og kombinationsspil før kampstart og for at indgå live-væddemål, hvor odds sættes under kampene.

## Historie
888sport blev stiftet i marts 2008 for at varetage online-sportsvæddemål som en del af det samlede udbud af spil og underholdning under 888-navnet, som inkluderer online spil på casino og poker. Den første sponsoraftale inden for sport blev indgået i 2010 med Fontwell Park Racecourse, hvor en tribune fik navn efter selskabet. I 2011 blev den tidligere fodboldspiller på det spanske landshold, Santiago Cañizares, brandambassadør.
Englands tidligere landsholdsspiller Ian Wright blev tilknyttet som spille-orakel i forbindelse med Europamesterskabet i fodbold 2012. I 2014 blev den engelske tv-kanal Channel 4's hestevæddeløbs-kommentator Emma Spencer tilknyttet som ekspert med kommentarer og gode råd inden for hestevæddeløb.
888sport har sponsoret en lang række sportsbegivenheder, som cykelløbet Giro d'Italia, World Grand Prix i snooker, hestevæddeløbene the Tingle Creek Chase på Sandown Park, the Magnolia Stakes på Kempton Park og the 888sport Charity Sprint at York.
888sport har indgået sponsoraftaler med Sevilla FC, Birmingham City F.C., Nottingham Forest og Preston North End i spansk fodbold og Rødovre Mighty Bulls i dansk ishockey og sponserer tilskuertribuner på Madejski Stadium (Reading FC), City Ground (Nottingham Forest FC), Portman Road (Ipswich Town FC) og Riverside Stadium (Middlesbrough FC).
Ud over det internationale websted og mobil-apps, har selskabet selvstændige websteder og mobil-apps i Danmark, Storbritannien, Spanien og Italien. Selskabet beskriver sig selv som mobil-orienteret og 29% af indtægterne fra spil på det britiske marked kom fra mobile enheder.
888sport er medlem af ESSA, den europæiske betting integritet foreningen.

### Præmier
| Præmie                                                     | År   |
| ---------------------------------------------------------- | ---- |
| Markedsføringskampagne af Året, Gaming Intelligence Awards | 2017 |
| Bedste Tilbagebetaling, BetXpert Bookmaker Awards          | 2016 |